# Diander
Le Diander (ou Jander) est une ancienne province du royaume du Cayor (Sénégal).
Le territoire s'étendait entre Kayar et la rivière Somone.
Les habitants étaient principalement des Lébous, très liés à la communauté de la presqu'île du Cap-Vert, mais des Sérères y vivaient également.